# Emanoil Bârzotescu
Emanoil Bârzotescu, romunski general, * 1888, † 1968.